# Леопольд I Бабенберг
Леопольд I (нім. Leopold I, Luitpold I; 940–994) — перший маркграф Австрії (976—994) з династії Бабенбергів.

## Коротка біографія
Леопольд Бабенберг був сподвижником німецького імператора Оттона II й учасником війн з угорцями. Після повстання баварського герцога Генріха II Сварливого проти імператора, Оттон II у 976 році відокремив від Баварії південно-східні території, приграничні з угорськими землями, утворивши на них так звану Східну марку, першим графом якої зробив Леопольда Бабенберга.
В умовах послаблення центральної влади у Німеччині, викликаного численними війнами, боротьбою з папою римським та повстаннями крупних баронів, Східна марка, що знаходилась на периферії імперії швидко досягла фактичної незалежності. Головними завданнями Леопольда I були охорона кордонів імперії від набігів угорців й розширення території марки у східному напрямку. Столицею маркграфства було, очевидно, місто Мельк на заході сучасної Нижньої Австрії.
Леопольд I став засновником першої австрійської династії — Бабенбергів.
У 1976 році Австрія святкувала тисячоліття своєї історії, яка зазвичай рахується з початку правління Леопольда I у Східній марці.

## Родина
Дружина — Ріхвара, дочка Ернста, графа Зуалафельдгау
Діти:
- Генріх I (помер 1018), маркграф Австрії (з 994)
- Ернст I (помер 1015), герцог Швабії (з 1012)
- Адальберт (помер 1055), маркграф Австрії (з 1018)
- Поппо (помер 1047), архієпископ Тріра (з 1016)
- Луітпольд (помер 1059), архієпископ Майнца (з 1051)
- Кунігунда
- Кристіна, монахиня у Трірі
- Гемма, одружена з Ратпото, графом Діссену
- Юдіта

## Генеалогія
| Попередник — |  | Маркграф Австрії 976—994 |  | Наступник Генріх I |